# Waffle (periodico)
Waffle (ワッフル) è una rivista giapponese che pubblicava servizi fotografici su idol. Le idol di Waffle erano del tipo okashi-kei (お菓子系).
La rivista era pubblicata dalla casa editrice Bunkasha, ma attualmente non viene più pubblicata.
Altre riviste simili sono Cream e Pure Pure.